# Поріг відчуття
Поріг відчуття — мінімальна сила подразника, яка викликає в даних умовах ледве помітне відчуття. Чим нижчий поріг, тим більша чутливість, і навпаки. Є підпорогові подразники — вони діють, але відчуття не виникає. Мінімальна величина подразника, що викликає відчуття, визначає нижчий абсолютний поріг відчуття. Якщо збільшувати силу діючого подразника, сила відчуття збільшується і досягає верхнього порога, після якого відчуття якісно змінюється: воно стає неприємним, а потім перетворюється на больове. Нижчий і вищий абсолютні пороги визначають діапазон абсолютної чутливості аналізаторів.
Розрізнювальна чутливість вимірюється порогом розрізнення, або диференційним порогом. Це мінімальна різниця в силі двох подразників, яка викликає посилення або послаблення відчуття по відношенню до його початкової інтенсивності. Пороги розрізнення для кожного аналізатора є відносно постійними в досить широких межах зміни величини подразника. Закон Вебера-Фехнера показує зв'язок між силою подразника і інтенсивністю відчуття. Дослідження порогу відчуття має не тільки теоретичне, а й практичне значення для інженерної, військової психології та інших наук. Визначення порогу відчуття при порушеннях у роботі аналізаторів допомагає діагностувати порушення і визначати шляхи й засоби корекції відхилень від норми.